# Hot Stuff (film 1912)
Hot Stuff è un cortometraggio muto del 1912 diretto e interpretato da Mack Sennett.

## Trama
Un commesso viaggiatore ha fatto colpo non soltanto sull'incostante fidanzata di Hank, ma sull'intera cerchia di amici e addirittura di famigliari, anche perché elargisce a spron battente prelibati sigari, la merce di cui è rappresentante.
La cosa arriva al punto che ad una festa della ragazza Hank non è neppure invitato, ed è l'elargitore di sigari a fungere da anfitrione. Egli decide di preparare dei toffee, che, una volta pronti, vengono messi fuori dalla finestra a raffreddare.
Hank è rimasto fuori dalla casa della fidanzata, e decide la vendetta: cosparge il dolce con una considerevole quantità di una salsa molto hot, esageratamente piccante. Quando gli invitati ritirano i toffee e li assaggiano, succede il finimondo. Il commesso viaggiatore fugge, insieme a molti invitati.
Altri invitati rintracciano Hank, lo conducono a casa della fidanzata, e consigliano alla ragazza di tenerselo stretto, piuttosto di dar corda ad estranei.

## Produzione
Il film, girato in California, fu prodotto dalla Biograph Company.
Il film (contrassegnato dal n° 27 nella filmografia del sito Mabel Normand, dedicato alla diva) è una delle pellicole superstiti (che constano di circa metà della sua produzione attestata) in cui è coinvolta, come attrice, regista o produttrice, Mabel Normand.

## Distribuzione
Distribuito dalla General Film Company, il film - un cortometraggio di 149 metri - uscì nelle sale cinematografiche statunitensi il 21 marzo 1912. Nelle proiezioni, veniva programmato con il sistema dello split reel, accorpato in un'unica bobina con un altro cortometraggio prodotto dalla Biograph, la commedia A Voice from the Deep.
Copie della pellicola sono conservate presso il Film and Television Archive dell'UCLA, la Biblioteca del Congresso (USA), il MoMA di New York, e la Lobster Films.
Hot Stuff è stato edito in DVD nel 2011 per la Bach Films ("Les Pionniers du burlesque – Mack Sennett") con didascalie inglesi e sottotitoli francesi, e per la Traditions Alive ("Mack Sennett Bioghraphs Vol 1"); nel 2012 è uscito il DVD "Rare Films of Mack Sennett, volume 1", a cura della Classic Video Streams, che contiene il film.